# For Life
For Life is het debuutalbum van Bertolf Lentink. Het album verscheen op 30 december 2008. De single Another Day bereikte de elfde positie in de Top 40.

## Inhoud
1. "Back Of Her Head"
2. "Another Day"
3. "Feel You"
4. "All In The Letter"
5. "For Life"
6. "The Way I Love You Now"
7. "Not Bringing Me Down"
8. "Monogamy (Is On Its Way Out)"
9. "Broken Beyond Repair"
10. "Mr. Light"
11. "Don't Wanna Lose You Yet"
12. "Home"

## Hitnotering

### NederlandseAlbum Top 100
| Positie: | 92 | 56 | 44 | 33 | 28 | 43 | 31 | 42 | 80 | 95 | uit |